# Hà Tuyên
Hà Tuyên was van 1975 tot 1991 een provincie in het noorden van Vietnam. In 1975 werden de provincies Hà Giang en Tuyên Quang samengevoegd tot Hà Tuyên. In 1991 is deze samenvoeging weer ongedaan gemaakt.